# Dendroligotrichum dendroides
Dendroligotrichum dendroides (Brid. ex Hedw.) Broth es una especie de musgo de la familia Polytrichaceae presente en Chile de la región del Biobío a la de Magallanes. A diferencia de la mayoría de los musgos, esta especie puede llegar a medir hasta 80 cm, alcanzando alturas similares a Dawsonia superba, el musgo más grande del mundo, originario de Nueva Zelanda, Australia y Nueva Guinea. Tiene un cilindro de tejido vascular diferenciado en el centro del tallo, análogo a una protostela de una planta vascular. En Chile se conoce como musgo pinito, por su forma dendroide.